# Dayr al-Ghusun
Deir al-Ghusun (in arabo دير الغصون‎?) è una città palestinese del Governatorato di Tulkarm, posizionata a 8 chilometri a nord-est di Tulkarm nel nord della Cisgiordania. La città è poco distante dalla Linea Verde (il confine tra Israele e la Cisgiordania), e conta una popolazione di 9 936 abitanti.